# Presidenti del Governo della Repubblica Ceca

L'emblema del governo della Repubblica Ceca

Il presidente del Governo della Repubblica Ceca (in ceco Předseda vlády České republiky), conosciuto informalmente come "premier" (Premiér), è il capo del governo ceco. Viene nominato dal Presidente della Repubblica ed è responsabile di fronte al Parlamento.

## Repubblica Socialista Ceca (dal 1990 chiamata "Repubblica Ceca") parte della Cecoslovacchia
| N | Presidente      | Mandato           | Mandato           |
| N | Presidente      | Dal               | Al                |
| 1 | Stanislav Rázl  | 8 gennaio 1969    | 29 settembre 1969 |
| 2 | Josef Kempný    | 29 settembre 1969 | 28 gennaio 1970   |
| 3 | Josef Korčák    | 28 gennaio 1970   | 20 marzo 1987     |
| 4 | Ladislav Adamec | 20 marzo 1987     | 12 ottobre 1988   |
| 5 | František Pitra | 12 ottobre 1988   | 6 febbraio 1990   |
| 6 | Petr Pithart    | 6 febbraio 1990   | 2 luglio 1992     |
| 7 | Václav Klaus    | 2 luglio 1992     | 31 dicembre 1992  |

## Repubblica Ceca (Stato sovrano)
| Presidente del Governo | Presidente del Governo | Presidente del Governo | Partito                         | Elezione         | Mandato          | Mandato          |
| Presidente del Governo | Presidente del Governo | Presidente del Governo | Partito                         | Elezione         | Inizio           | Fine             |
| ---------------------- | ---------------------- | ---------------------- | ------------------------------- | ---------------- | ---------------- | ---------------- |
|                        |                        | Václav Klaus           | Partito Democratico Civico      | 1992             | 2 luglio 1992    | 4 luglio 1996    |
| 1996                   | 4 luglio 1996          | Václav Klaus           | Partito Democratico Civico      | 17 dicembre 1997 |                  |                  |
| 1996                   |                        |                        | Josef Tošovský                  | Indipendente     | 17 dicembre 1997 | 17 luglio 1998   |
|                        |                        | Miloš Zeman            | Partito Social Democratico Ceco | 1998             | 17 luglio 1998   | 12 luglio 2002   |
|                        |                        | Vladimír Špidla        | Partito Social Democratico Ceco | 2002             | 12 luglio 2002   | 19 luglio 2004   |
|                        |                        | Stanislav Gross        | Partito Social Democratico Ceco | 2002             | 19 luglio 2004   | 25 aprile 2005   |
|                        |                        | Jiří Paroubek          | Partito Social Democratico Ceco | 2002             | 25 aprile 2005   | 16 agosto 2006   |
|                        |                        | Mirek Topolánek        | Partito Democratico Civico      | 2006             | 16 agosto 2006   | 9 gennaio 2007   |
| 9 gennaio 2007         | 8 maggio 2009          | Mirek Topolánek        | Partito Democratico Civico      | 2006             |                  |                  |
|                        |                        | Jan Fischer            | Indipendente                    | 2006             | 8 maggio 2009    | 28 giugno 2010   |
|                        |                        | Petr Nečas             | Partito Democratico Civico      | 2010             | 28 giugno 2010   | 10 luglio 2013   |
|                        |                        | Jiří Rusnok            | Indipendente                    | 2010             | 10 luglio 2013   | 17 gennaio 2014  |
|                        |                        | Bohuslav Sobotka       | Partito Social Democratico Ceco | 2013             | 17 gennaio 2014  | 13 dicembre 2017 |
|                        |                        | Andrej Babiš           | ANO 2011                        | 2017             | 13 dicembre 2017 | 27 giugno 2018   |
| 27 giugno 2018         | 17 dicembre 2021       | Andrej Babiš           | ANO 2011                        | 2017             |                  |                  |
|                        |                        | Petr Fiala             | Partito Democratico Civico      | 2021             | 17 dicembre 2021 | in carica        |